# Ангус, стрінги та поцілунки взасос
«Ангус, стрінги і поцілунки взасос» (англ. Angus, Thongs and Perfect Snogging) — кінокомедія 2008 року.

## Сюжет
Фільм знятий за мотивами книги Реннісон Луїс «Поцілунок, солодкий як іриска» (інша назва «Ангус, стрінги і поцілунок взасос»).
Чотирнадцятирічна Джорджія Ніколсон живе з батьками, які її не розуміють, і з її ненависною трирічною сестрою. Джорджія тим часом мріє стати блондинкою, мати ніс трохи менше і хлопця. Читаючи записи її щоденника, глядач занурюється в світ підліткових буднів з їх радощами, розчаруваннями, емоціями, курйозними ситуаціями і різного роду переживаннями...

## В ролях
| Актор             | Роль              |
| ----------------- | ----------------- |
| Джорджія Грум     | Джорджія Ніколсон |
| Аарон Джонсон     | Роббі             |
| Карен Тейлор      | Конні Ніколсон    |
| Алан Дейвіс       | Боб Ніколсон      |
| Елеонор Томлінсон | Джес              |
| Джорджія Хеншоу   | Розі Бернс        |
| Мандживен Грюел   | Еллен             |
| Кімберлі Ніксон   | Ліндсей           |
| Шон Бурк          | Том               |
| Інгрід Олівер     | міс Стамп         |

## Критика
Фільм отримав схвальні відгуки кінокритиків. На сайті Rotten Tomatoes фільм має рейтинг 72 % на основі 25 рецензій з середнім балом 5,92 з 10.